# Championnat d'Italie de football de deuxième division 1953-1954
Navigation
Édition précédente Édition suivante
La saison 1953-1954 de Serie B, organisée par la Lega Calcio pour la huitième fois, est la 22e édition du championnat de deuxième division en Italie. Les deux premiers sont promus en Serie A, les deux derniers sont relégués en Serie C.
À l'issue de la saison, le Calcio Catane termine à la première place et monte en Serie A 1954-1955 (1re division). Le vice-champion, Pro Patria l'accompagne en première division.

## Compétition
La victoire est à deux points, un match nul à 1 point.

### Classement
| Rang | Équipe            | Pts  | J  | G  | N  | P  | Bp | Bc | Diff |
| ---- | ----------------- | ---- | -- | -- | -- | -- | -- | -- | ---- |
| 1    | Calcio Catane     | 43   | 34 | 16 | 11 | 7  | 54 | 31 | +23  |
| 2    | Pro Patria R      | 41   | 34 | 15 | 11 | 8  | 49 | 36 | +13  |
| 3    | Cagliari Calcio   | 41   | 34 | 16 | 9  | 9  | 42 | 30 | +12  |
| 4    | Côme R            | 40   | 34 | 14 | 12 | 8  | 37 | 22 | +15  |
| 5    | Marzotto Valdagno | 39   | 34 | 15 | 9  | 10 | 39 | 30 | +9   |
| 6    | Vicence           | 37   | 34 | 13 | 11 | 10 | 41 | 34 | +7   |
| 7    | Hellas Vérone     | 36   | 34 | 12 | 12 | 10 | 44 | 37 | +7   |
| 8    | Monza             | 36   | 34 | 10 | 16 | 8  | 30 | 29 | +1   |
| 9    | Brescia           | 33   | 34 | 11 | 11 | 12 | 33 | 38 | -5   |
| 10   | Modène            | 30   | 34 | 9  | 12 | 13 | 35 | 37 | -2   |
| 11   | Messine           | 30   | 34 | 9  | 12 | 13 | 23 | 27 | -4   |
| 12   | Salernitana       | 30   | 34 | 10 | 10 | 14 | 31 | 46 | -15  |
| 13   | Calcio Padoue     | 29   | 34 | 9  | 11 | 14 | 33 | 40 | -7   |
| 14   | Alexandrie P      | 29   | 34 | 9  | 11 | 14 | 39 | 50 | -11  |
| 15   | Pavie P           | 29   | 34 | 9  | 11 | 14 | 39 | 51 | -12  |
| 16   | Trévise           | 29   | 34 | 7  | 15 | 12 | 24 | 41 | -17  |
| 17   | Fanfulla          | 28-5 | 34 | 11 | 11 | 12 | 37 | 34 | +3   |
| 18   | Piombino          | 27   | 34 | 8  | 11 | 15 | 24 | 41 | -17  |

|  | Promotion en Serie A                        |
|  | Relégation en Serie C                       |
|  | P : Promu de Serie C R : Relégué de Serie A |

- Pro Patria et Cagliari Calcio étant à égalité de points, un match d'appui est nécessaire pour déterminer le club qui sera promu. Pro Patria remporte le match 2 à 0.
- Fanfulla a une pénalité de 5 points pour tentative de corruption.